# Talisker (palírna)
Talisker je značka skotské whisky, pocházející z jediné palírny na skotském ostrově Skye v souostroví Vnitřních Hebrid. Palírna, pojmenovaná podle nedaleké osady Talisker s historickým panským sídlem jedné z větví místního klanu MacLeodů, se nachází ve vesnici Carbost na březích zátoky Loch Harport v centrální části ostrova. Palírna získala několik ocenění.,

## Historie
Historie palírny v Carbostu se začala psát v roce 1830, kdy ji založili bratři Hugh a Kenneth MacAskillovi. Palírnu pojmenovali podle panství představitelů klanu Mac Leodů, jejichž nedaleké sídlo Talisker House získali do pronájmu. Dle tehdejších záznamů SWIR (Scotch Whisky Industry Record) byla palírna Talisker jednou z osmi licencovaných palíren na ostrově Skye [kdy?]. Po dvou staletích zůstala v provozu na ostrově Skye pouze palírna Talisker.

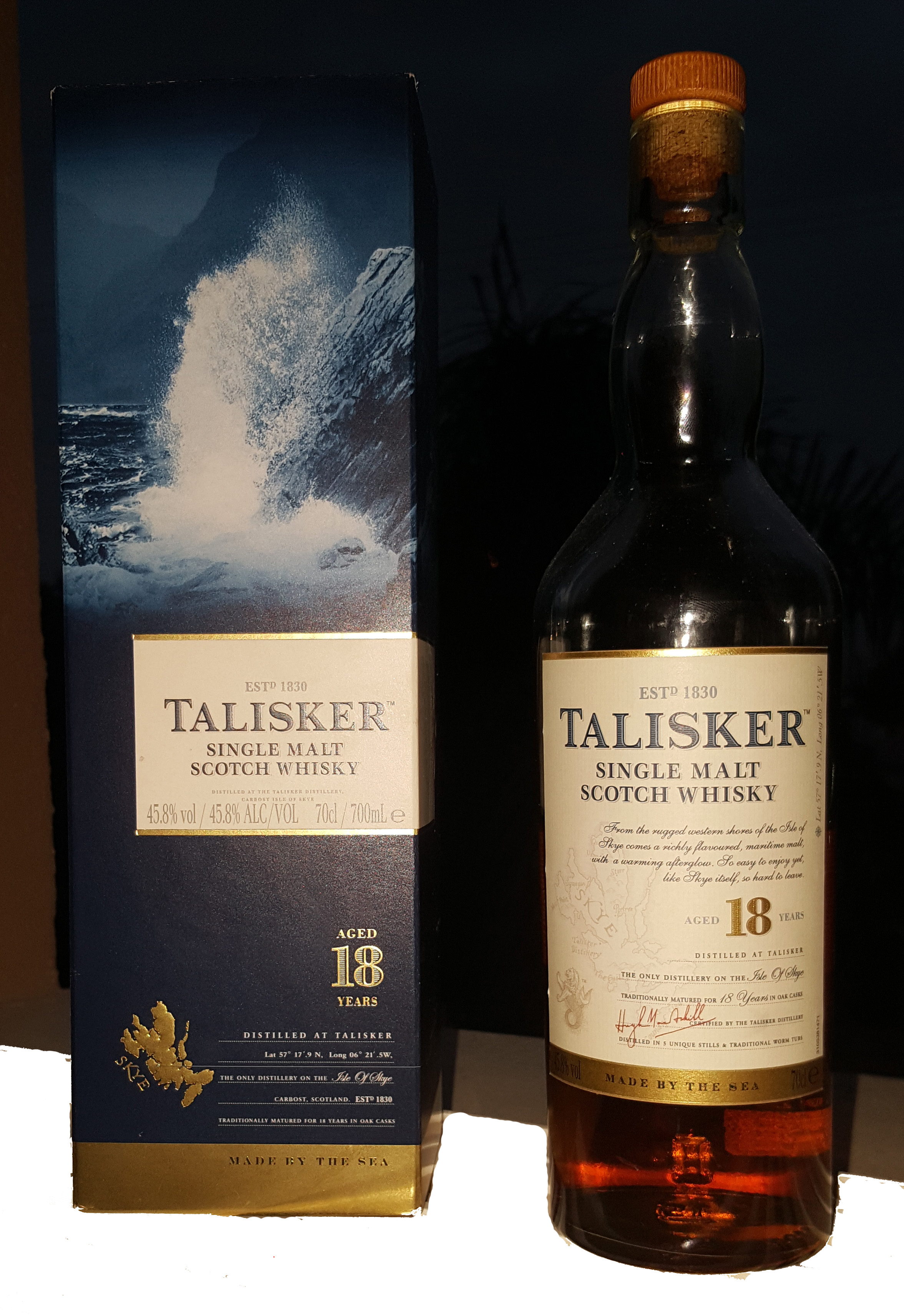
Osmnáctiletá vhisky Talisker

V průběhu historie palírny se vystřídalo několik názvů – Carbost odkazující na místo, kde palírna sídlila nebo MacAskill's podle bratrů zakladatelů.
V roce 1857 zažila palírna bankrot a za 500 liber ji koupil Donald McLellan, ten 1863 zkrachoval a za 500 liber ji koupil John Anderson, který ji i zrenovoval. Další v sérii bankrotů následoval v roce 1879, kdy ji za 2500 liber koupil Roderick Kemp a v roce 1898 se palírna spojila s Dailuaine. Následovaly dvě dekády provozu, než se palírna v roce 1925 stala součástí DCL (Distillers Company Limited). Po četných sloučeních firmy přešla nakonec k UDV (United Distillers and Vintners) a tak se dostala do vlastnictví koncernu Diageo, kde je součástí programu Classic Malts of Scotland.[zdroj?]

## Výroba

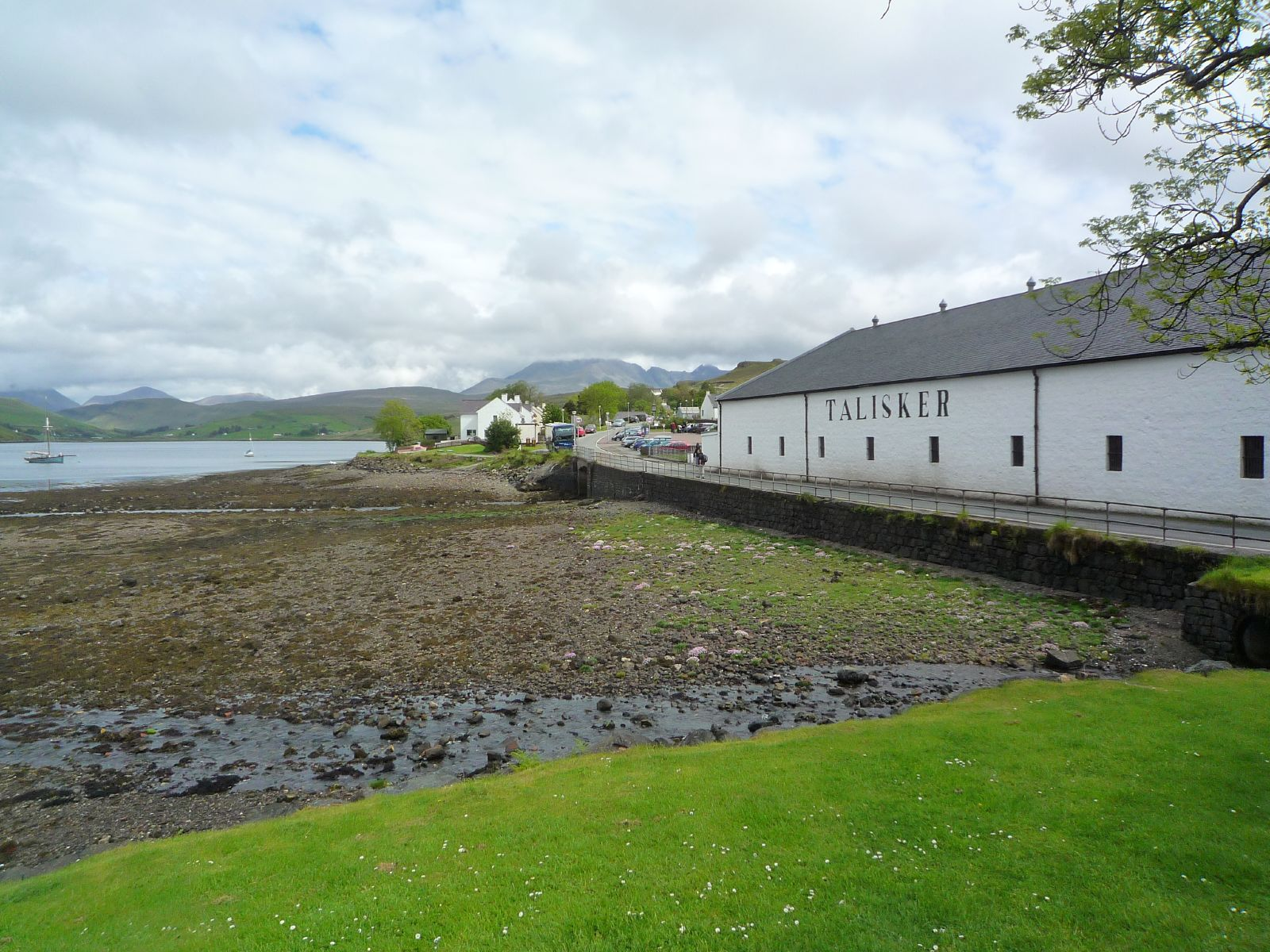
Budovy palírny na břehu zátoky Loch Harport

Voda pro výrobu whisky je čerpána z jedenadvaceti podzemních pramenů, nacházejících se na nedalekém Jestřábím kopci (v gaelštině Cnoc nan Speirag). Měkká voda z těchto pramenů je bohatě nasycená rašelinou, což dle vyjádření palírny tak dává whisky Talisker osobitou chuť. Značné množství vody není zapotřebí pouze jako základní složka destilátu, ale také k naplnění pěti kondenzačních kádí. Kádě jsou dřevěné a každou hodinu do nich proudí 75 tisíc litrů chladné vody z říčky Carbost Burn.
Palírna používá k destilaci pět kotlů. Tento nezvyklý počet je pozůstatkem z dřívějších dob, kdy se v palírně pálila whisky třikrát. Od této metody se postupem času upustilo a whisky Talisker se od roku 1928 destiluje pouze dvakrát. Zbytek výrobní technologie zůstal po desetiletí zachován. Dokonce i po velkém požáru v roce 1960, kdy téměř celá palírna shořela. Při rychlé rekonstrukci tehdejší mistr palírník nechtěl nic riskovat, a proto nechal vyrobit naprosto identické kopie původních destilačních kotlů i s jejich svéráznými rameny ve tvaru U. Nové kotle začaly produkovat destilát už po necelých dvou letech od velkého požáru.

## Plnění
- Talisker 10 let
- Talisker 18 let
- Talisker 20 let
- Talisker 30 let
- Talisker Storm
- Talisker 57° North
- Talisker Distillers' Edition